# Ряд Пеано
Ряд Пеано — бесконечная сумма, в которой слагаемые получены последовательным применением операторов интегрирования и перемножения матриц.
Ряд Пеано предложен в 1888 году Джузеппе Пеано для определения матрицанта системы обыкновенных дифференциальных уравнений нормального вида. Общая теория и свойства матрицантов для системы уравнений нормального вида (СНВ) разработаны Ф. Р. Гантмахером.
В последние годы алгоритмы, основанные на применения ряда Пеано, широко применяются для решения прикладных задач. В связи с развитием вычислительной техники появилась возможность реализовать подобные алгоритмы не только в аналитическом, но и в численном и в численно-аналитическом виде.

### Определение
Система линейных дифференциальных уравнений с переменными коэффициентами нормального вида (СНВ):
{\displaystyle \int Y'dx=AY+F},
где {\displaystyle Y} — вектор неизвестных функций, {\displaystyle A} — матрица коэффициентов {\displaystyle F} — вектор заданных функций (вектор «нагрузок»).
{\displaystyle Y={\left\{{{y_{i}}\left(t\right)}\right\}^{T}};A=\left[{{a_{ij}}\left(t\right)}\right];F={\left\{{{f_{i}}\left(t\right)}\right\}^{T}};i=1,2,\ldots ,n}.
Общее решение системы дифференциальных уравнений нормального вида выражается через матрицу фундаментальных решений (матрицант):
{\displaystyle \Omega (t)=[{\omega _{ij}}(t)]}.
{\displaystyle Y=\Omega C+{Y_{F}}}, {\displaystyle {Y_{F}}=\Omega \int {{\Omega ^{-1}}F}}
Дж. Пеано показал, что матрицант матрицы {\displaystyle A} представим в виде операторного ряда:
{\displaystyle \Omega =[{\omega _{ij}}]=E+\int A\,\;+\int A\int A\,\,+\int A\,\int A\,\int A\,+\ldots },
где {\displaystyle E} — единичная матрица. При этом матрица {\displaystyle A} должна быть ограниченной и интегрируемой матричной функцией в рассматриваемом промежутке изменения аргумента. Ряд сходится абсолютно и равномерно в любом замкнутом интервале, в котором матрица А непрерывна.
Оператор интегрирования представляет собой интеграл с переменным верхним пределом:
{\displaystyle \int {\left({\ldots }\right)}=\int _{t_{0}}^{t}{\left({\ldots }\right)}\,dt\,;{\begin{array}{*{20}{c}}{}&{\int \limits _{}^{2}{\left({\ldots }\right)=\,\int {\int {\left({\ldots }\right)}}=\int \limits _{t_{0}}^{t}{\left({\int \limits _{t_{o}}^{t_{\xi }}{\left({\ldots }\right)d{t_{\xi }}}}\right)}}}\\\end{array}}\,dt}.
Из этих выражений следует, что
{\displaystyle \Omega \left({t_{0}}\right)=[{\omega _{ij}}\left({t_{0}}\right)]=E}.
{\displaystyle {\omega _{ii}}\left({t_{0}}\right)=\,1;\quad \;{\omega _{ij}}\left({t_{0}}\right)=0\,,\quad i\neq j.\quad C={Y_{0}}={\left\{{y_{0,i}}\right\}^{T}};\quad {y_{0,i}}={y_{i}}\left({t_{0}}\right)}.
Возможна и другая, физически более удобная, форма представления общего решения:
{\displaystyle Y=\Omega \cdot ({Y_{0}}+{U_{P}})\,;\quad {U_{P}}=\int {{\Omega ^{-1}}F\,.}}.
Здесь {\displaystyle Y_{0}} — вектор начальных значений, которые заданы при {\displaystyle t=t_{0}}. {\displaystyle U_{P}} — вектор внешних воздействий, которые действуют при {\displaystyle t\geq t_{0}}. Не нарушая общности, можно считать, что {\displaystyle t_{0}=0}.
Таким образом, если переменная физически представляет время, то общее решение представляет собой решение задачи Коши, а если переменная физически представляет расстояние, то общее решение представляет собой решение краевой задачи в виде метода начальных параметров[1].

### Область сходимости ряда Пеано
Ряд Пеано сходится в заданном интервале изменения {\displaystyle t} абсолютно и равномерно, если сходится мажорантный ряд
{\displaystyle M=1+\mu \left(t\right)+{\frac {n\mu {{\left(t\right)}^{2}}}{2!}}+{\frac {{n^{2}}\mu {{\left(t\right)}^{3}}}{3!}}+\ldots +{\frac {{n^{k-1}}\mu {{\left(t\right)}^{k}}}{k!}}+\ldots },
{\displaystyle \mu \left(t\right)=\mathop {\max } \limits _{i,j}\int \limits _{0}^{t}{\left|{{a_{ij}}\left(t\right)}\right|dt}}.
Следовательно, сходимость ряда определяется величиной наибольшего значения интеграла от абсолютного значения функций {\displaystyle a_{ij}} в заданном интервале изменения {\displaystyle t}.

### Применение ряда Пеано к решению линейных дифференциальных уравнений
Линейное дифференциальное уравнение с переменными коэффициентами
{\displaystyle {y^{(n)}}+{a_{n-1}}{y^{(n-1)}}+{a_{n-2}}{y^{(n-2)}}+\ldots +{a_{1}}y'+{a_{0}}y=f(t)}
можно свести к эквивалентной системе уравнений нормального вида введя обозначение
{\displaystyle {y_{i}}={y^{(i-1)}};{\begin{array}{*{20}{c}}{}&{i=1,2,\ldots ,n}\\\end{array}}}.
Продифференцировав это равенство, получим:
{\displaystyle {y'_{i}}={y^{(i)}}={y_{i+1}}}
Эти равенства можно рассматривать как уравнения СНВ при {\displaystyle i-1,2,\dots ,n-1}. Последнее уравнение можно получить из исходного уравнения перенеся все члены, кроме {\displaystyle y^{(n)}}, в правую часть, записав их в обратном порядке и выразив производные через переменные с соответствующим номером:
{\displaystyle {\begin{array}{l}{y^{(n)}}=-{a_{0}}y-{a_{1}}y'-\ldots -{a_{n-2}}{y^{(n-2)}}-{a_{n-1}}{y^{(n-1)}}+f(x);\\{{y'}_{n}}=-{a_{0}}{y_{1}}-{a_{1}}{y_{2}}-\ldots -{a_{n-2}}{y_{n-1}}-{a_{n-1}}{y_{n}}+f(x)\\\end{array}}}
Тогда получаем эквивалентную систему нормального вида:
{\displaystyle Y'=AY+F}.
Матрица {\displaystyle A} и вектор {\displaystyle F} этой системы имеют вид:
{\displaystyle A=\left[{\begin{array}{*{20}{c}}0&1&0&0&\cdots &0&0\\0&0&1&0&\cdots &0&0\\0&0&0&1&\cdots &0&0\\.&.&.&.&.&.&.\\.&.&.&.&.&.&.\\0&0&0&0&\cdots &0&1\\{-{a_{0}}}&{-{a_{1}}}&{-{a_{2}}}&{-{a_{3}}}&\cdots &{-{a_{n-2}}}&{-{a_{n-1}}}\\\end{array}}\right]}; {\displaystyle F={\left\{{0,\ldots ,0,f(x)}\right\}^{T}}}.
В векторе {\displaystyle Y} каждый последующий элемент является производной от предыдущего. Следовательно, каждая последующая строка в {\displaystyle \Omega }, начиная со второй, является производной от предыдущей:
{\displaystyle {\omega _{ij}}={\omega '_{i-1,j}}}
Если обозначить {\displaystyle {\omega _{1j}}={\psi _{j}}}, то матрицант можно представить в виде:
{\displaystyle \Omega =W=\left[{\begin{array}{*{20}{c}}{{\psi _{1}},{\psi _{2}},\ldots ,{\psi _{n}}}\\{{{\psi '}_{1}},{{\psi '}_{2}},\ldots ,{{\psi '}_{n}}}\\\cdots \\{\psi _{1}^{(n-1)},\psi _{2}^{(n-1)},\ldots ,\psi _{n}^{(n-1)}}\\\end{array}}\right]}
Таким образом, матрицант для эквивалентной системы нормального вида, представляет собой матрицу Вронского[1], причем система фундаментальных решений нормирована в нуле.

### Ряд Пеано при решении дифференциальных уравнений второго порядка
Рассмотрим уравнение с произвольными переменными коэффициентами:
{\displaystyle y''+{a_{1}}\left(t\right)\,y'+{a_{0}}\left(t\right)\,y=p\left(t\right)}.
Это уравнение сводится к системе нормального вида:
{\displaystyle Y={\left\{{\,y,\,\,y'}\right\}^{T}}}; {\displaystyle A=\left[{\begin{array}{*{20}{c}}{\;0}&{\;1}\\{-{a_{0}}}&{-{a_{1}}}\\\end{array}}\right]}; {\displaystyle F={\left\{{\,0\,,\,p\left(t\right)}\right\}^{T}}}.
Если {\displaystyle a_{1}=0}, то элементы матрицанта можно представить в виде:
{\displaystyle \left\{{\begin{array}{*{20}{c}}{{\omega _{11}}=1-\int \limits _{}^{2}{a_{0}}+\int \limits _{}^{2}{a_{0}}\int \limits _{}^{2}{a_{0}}-\int \limits _{}^{2}{a_{0}}\int \limits _{}^{2}{a_{0}}\int \limits _{}^{2}{a_{0}}+...}\\{{\omega _{12}}=x-\int \limits _{}^{2}{{a_{0}}x}+\int \limits _{}^{2}{a_{0}}\int \limits _{}^{2}{{a_{0}}x}-\int \limits _{}^{2}{a_{0}}\int \limits _{}^{2}{a_{0}}\int \limits _{}^{2}{a_{0}}x+...}\\{{\omega _{21}}=-\int \limits _{}^{}{a_{0}}+\int \limits _{}^{}{a_{0}}\int \limits _{}^{2}{a_{0}}-\int \limits _{}^{}{a_{0}}\int \limits _{}^{2}{a_{0}}\int \limits _{}^{2}{a_{0}}+\int \limits _{}^{}{a_{0}}\int \limits _{}^{2}{a_{0}}\int \limits _{}^{2}{a_{0}}\int \limits _{}^{2}{{a_{0}}-}...}\\{{\omega _{22}}=1-\int \limits _{}^{}{{a_{0}}x}+\int \limits _{}^{}{a_{0}}\int \limits _{}^{2}{{a_{0}}x}-\int \limits _{}^{}{a_{0}}\int \limits _{}^{2}{a_{0}}\int \limits _{}^{2}{{a_{0}}x}+...}\\\end{array}}\right.}
Если интегралы берутся, то решение представимо в виде рядов по некоторым функциям. В качестве примера применения этих формул рассмотрим уравнение колебаний
{\displaystyle y''+{\omega ^{2}}\,y=0}, {\displaystyle {a_{0}}=-{\omega ^{2}};\quad {a_{1}}=0}.
Элементы матрицанта получаем в виде следующих рядов:
{\displaystyle {\omega _{11}}=1-{\frac {{\omega ^{2}}\,{t^{2}}}{4}}+{\frac {{\omega ^{4}}\,{t^{4}}}{24}}-\,\ldots =\cos \omega \,t\,};
{\displaystyle {\omega _{12}}=t\;.-{\frac {{\omega ^{2}}{t^{3}}}{6}}+{\frac {{\omega ^{4}}{t^{5}}}{120}}-\,\ldots ={\omega ^{-1}}\,\sin \,\omega \,t}.
Элементы второй строки в матрицанте получаются дифференцированием первой строки:
{\displaystyle \Omega =\left[{\begin{array}{*{20}{c}}{\cos \,\omega t}&{{\omega ^{-1}}\,\sin \,\omega t}\\{-\omega \,\sin \,\omega t}&{\cos \,\omega t}\\\end{array}}\right]\,}.
Большой практический интерес представляет решение задачи Штурма-Лиувилля[1] для уравнений вида:
{\displaystyle y''+\,\lambda \,{{\bar {a}}_{0}}y=0;\quad {a_{0}}=-\lambda \,{{\bar {a}}_{0}}}.
В этом случае элементы рядов будут умножаться на соответствующую степень числа {\displaystyle \lambda }. Например:
{\displaystyle {\omega _{12}}=x-\lambda \int \limits _{}^{2}{{a_{0}}x}+{\lambda ^{2}}\int \limits _{}^{2}{a_{0}}\int \limits _{}^{2}{{a_{0}}x}-{\lambda ^{3}}\int \limits _{}^{2}{a_{0}}\int \limits _{}^{2}{a_{0}}\int \limits _{}^{2}{{a_{0}}x+\ldots }}
{\displaystyle {\omega _{21}}=-\lambda \int \limits _{}^{}{a_{0}}+{\lambda ^{2}}\int \limits _{}^{}{a_{0}}\int \limits _{}^{2}{a_{0}}-{\lambda ^{3}}\int \limits _{}^{}{a_{0}}\int \limits _{}^{2}{a_{0}}\int \limits _{}^{2}{{a_{0}}+{\lambda ^{4}}\int \limits _{}^{}{a_{0}}\int \limits _{}^{2}{a_{0}}\int \limits _{}^{2}{{a_{0}}\int \limits _{}^{2}{a_{0}}-\ldots }\ldots }}
При выполнении граничных условий на краях промежутка изменения аргумента эти формулы позволяют составить полином, корни которого дают весь спектр собственных чисел [4].

### Реализация алгоритма в численном виде
В тех случаях, когда интегралы не берутся или получаются слишком сложные и громоздкие выражения, возможен численный алгоритм решения задачи. Интервал изменения аргумента разбивается множеством узлов на достаточно малые равные промежутки. Все функции, участвующие в решении задачи, задаются множеством значений в узлах сетки. Каждая функция имеет свой вектор значений в узлах сетки. Все интегралы вычисляются численно, например, с помощью метода трапеций.

### Решение прикладных задач
Алгоритмы, основанные на применения ряда Пеано, применяются при решении задач статики, динамики и устойчивости для стержней, пластин и оболочек с переменными параметрами. При расчете двумерных систем применяются методы понижения размерности. При расчете оболочек вращения параметры оболочки и нагрузки в окружном направлении описываются тригонометрическими рядами. Система уравнений нормального вида составляется для каждой гармоники, описывающей изменение свойств оболочки, усилий и деформаций в продольном направлении, и получается общее решение краевой задачи. Эта часть задачи обычно решается численно. Затем с помощью условий совместности эти гармоники объединяются, и получается напряженно-деформированное состояние оболочки, изменяющееся в продольном и окружном направлении.